# Job (knjiga)
Lik Joba je jedan od biblijskih likova koji se često susreće u različitim književnim djelima. Postao je sinonim za patnju, osobito ljudi koji pate zbog nepravde; Job je biblijski lik koji potvrđuje da Bog svojim stvorenjima uvijek želi najbolje, samo ponekad put kojim se ostvaruje Božja volja zna biti vrlo bolan. Priča o Jobu je postala klasična ilustracija vjerovanja u pravedan svijet.
Lik pravednika Joba ne spominje u mnogim knjigama u Bibliji. Spomenut je samo dva puta kod proroka Ezekiela (1. put - Ez 14,14; 2. put - 14,20), jednom u Novom zavjetu, u Poslanici apostola Jakova (Jak 5,11) i 48 puta u knjizi koja opisuje Jobovu patnju i ustrajnost, odnosno u Knjizi o Jobu.

## Knjiga o Jobu
Knjiga o Jobu (איוב) je osamnaesta knjiga u židovskoj Bibliji ili Starom zavjetu, napisana u stihovima. Vjeruje se kako je jedna od najtežih za razumijevanje. Podijeljena je u pet cjelina: 1. Proslov, 2. Dijalog, 3. Elihuove besjede, 4. Jahvine besjede i 5. Zaglavak. Opisuje Jobov život od trenutka kada ga Jahve predaje u ruke Sotone pa do njegove smrti.

### Pisac i datum
Knjiga ne navodi pisaca. Vjerojatno nije Job, jer se poruka knjige temelji na njegovom neznanju što se dogodilo na nebu i kako se to odnosilo njegove patnje. Talmudska tradicija sugerira da je Mojsije bio pisac jer je zemlja Uz bila uz zemlju Midijana, u kojoj je Mojsije živio 40 godina (Izlazak 2), i odatle je dobio zapis o toj priči. Za autora se predlaže i Salomon, zbog sličnosti sadržaja s dijelovima knjige Propovjednika, kao i zbog činjenice da je autor drugih poučnih knjiga (osim Psalama, čiji je autor samo dviju: 72 i 127). Iako je Salomon živio dugo nakon Joba, Bog ga je mogao nadahnuti da opiše događaje koji su se dogodili u dalekoj prošlosti, baš kao što je Mojsija Bog nadahnuo da piše o Adamu i Evi. Sljedeći su ljudi također predloženi kao mogući pisci, ali nema potpore za njihovo pisanje: Elihu, Izaija, Ezekija, Jeremija i Ezra.
Datum nastanka knjige vjerojatno je mnogo kasniji od događaja opisanih u njoj. Ovaj se zaključak temelji na:
1. Godine Joba - nakon svih događaja, živio je još 140 godina, pa je vjerojatno imao oko 200 godina (Job 42:16). Njegov životni vijek odgovara patrijarhalnom razdoblju (Abraham je živio 175 godina - Postanak 25:7).
2. Društvena jedinica bila je: patrijarhalna obitelj.
3. Kaldejci koji su ubili Jobove sluge (Job 1:17) bili su nomadi i još nisu postali stanovnici gradova.
4. Jobovo bogatstvo mjerilo se u stoci, a ne u srebru i zlatu (Job 1:3; 42:12).
5. Jobove svećeničke dužnosti u obitelji (Job 1:4-5).
6. Potpuna šutnja u vezi s Abramovim savezom, Izlaskom i Mojsijevim zakonom.

Događaji iz Jobove odiseje čine se patrijarhalnim. S druge strane, Job je znao za Adama (Job 31:33) i Potop u Noino doba (Job 12:15). Ova kulturno-povijesna obilježja pronađena u Jobovoj knjizi, kronološki smještaju događaje u vrijeme nakon Babilonske kule (1. Mojsijeva 11:1-9), ali prije ili istovremeno s Abrahamovim vremenom (1. Mojsijeva 11:27).

### Radnja
U zemlji Uz živio je najveći čovjek na Istoku – pravedan, bogat i bogobojazan čovjek Job koji je imao sedam sinova i tri kćeri. Redovito je pridonosio žrtvu Bogu u ime svojih sinova i kćeri. Uspoređen je s Nou i Danijelom (Ezekiel 14:14-20) i poznat je po svojoj duhovnoj izdržljivosti (Jakovljeva 5:11). Ali Job nije bio bezgrešan (7:21; 13:26). Biblija kaže da su svi grešnici (Rimljanima 3:10; Rimljanima 3:23; Propovjednik 7:20; 1. Ivanova 1:8,10) i da se nitko ne može opravdati djelima (Rimljanima 3:20). Ona kaže da na pravim vjernicima, vjera im se uračuna kao pravednost (Rimljanima 4,1-12; Postanak 15,6; Rimljanima 3,22,28), a istinska spasonosna vjera je poslušna vjera koja proizvodi dobra djela i pobožan život - stoga Jakovljeva 2:17 kaže da je vjera bez djela mrtva. Dakle, Job je vjerom proglašen pravednikom, jer Isus na križu preuzima kaznu za grijehe svih istinskih vjernika (starozavetnih i novozavetnih) i prepisuje im Svoju pravednost. Ta istinska spasonosna vjera stvorila je pobožnost u Jobovu životu, jer Duh Sveti svakom istinskom vjerniku daje novo srce. Priča ide ovako: Sotona posjećuje Boga i govori mu kako je Job dobar samo zato što ga je ovaj bogato darivao srećom u životu. Nagovara Jahvu da digne ruku na Joba i na njegova dobra, kako bi se uvjerio da će se Job dići protiv Jahve i proklinjati Njegovo ime. Jahve ga daje Sotoni, ali mu zapovijeda da ne smije podići ruku na njega, odnosno da ga ne smije ubiti. 
Sotona iskušava Joba najvećim mukama i bolovima. Najprije mu ubija svu stoku i sluge koju je pravednik stekao, a naposljetku i sve sinove i kćeri. Iako je ostao je bez ikoga i ičega što je stekao u životu, (samo je njegova žena ostala uz njega) Job samo razdire haljine, brije svoju glavu, i pada ničice na zemlju, klanjajući se i blagoslivljajući Boga (1,20-22). 
Sotona ponovo odlazi Bogu i dobiva dozvolu da kuša Joba bolestima. Nakon što ga Sotona prekrije bolnim ranama žena ga nagovara da prihvati smrt i da se odrekne Boga, ali on smatra da čovjek od Boga prima ponekad i zlo, a ne samo dobro (2,9s). Sotona odlazi poražen i ne spominje se više.
Kada su tri Jobova prijatelja čula za njegove nevolje, dolaze s namjerom da ga utješe (2,11-13). Prijatelji mu pokušavaju dati savjet i smatraju da Jahve može dopustiti nekome da toliko pati samo radi njegove grešnosti. Po njihovoj logici, Job je veliki grešnik kojemu se bliži loš kraj života. Oni mu nabrajaju njegove grijehe (22,5-9) i nude mu rješenje koje će prekinuti njegovu patnju. Savjetuju ga da prizna da je grešan, da se pomiri s Jahvom, da prihvati Jahvin Zakon i da živi po njemu (22,21-24). Job je sve čvršći u svoju pravednost i odbija ih, kritizira ih kako mu nanose još veću patnju time što ga muče svojim riječima. Oni postaju njegovi mučitelji, a ne tješitelji, svojim riječima ga više opterećuju.
U knjizi se spominje i lik Elihu koji pokušava objasniti Jobovo stanje, ali neuspješno. Na kraju se Jahve obraća Jobu iz oluje, a pravedni Job još više spoznaje i spominje svoju poniznost i ništavost pred Njim. Naposljetku mu, zbog njegove odanosti, Jahve daruje mnogostruko više od onoga što je prije imao (42:10-17).
Književnik Drago Orlić prepjevao je Knjigu o Jobu na istročakavski (Libar od Joba, 2012).
Ova knjiga aludira na sljedeće pitanje: "Zašto istinski vjernici koji žive pobožno pate? Zašto Bog to dopušta? “Bog je želio dokazati karakter istinskih vjernika prije Sotone i svih demona, anđela i ljudi. Bog je dopustio Sotoni da iskuša Joba i tako dokazao Svoje stajalište: Bez obzira na to koliko se vjernikova patnja čini neshvatljiva i nezaslužena, spasonosna vjera ne može biti uništena!
Glavna stvarnost knjige je neshvatljiva tajna nevine patnje istinskog vjernika. Bog je zapovjedio svojoj djeci da idu u tugu i bol, ponekad zbog grijeha (Brojevi 12:10-12), popravne kazne (Hebrejima 12:5-12), jačanja (2. Korinćanima 12:7-10; 1. Petrova 5:10), za otkrivanje Njegovu utjehu i milost (2. Korinćanima 1:3-7). Ali ponekad je patnja svetaca (istinskih vjernika) neshvatljiva, jer ta patnja ima nebesku svrhu koju ljudi ne mogu razumjeti (Izlazak 4:11; Ivan 9:1-3).